# Hans Tiessler
Hans Fritz Karl Tiessler (* 24. Mai 1905 in Lauchhammer; † 12. Dezember 1951 in Hannover; auch Hans Fritz Karl Tießler) war ein deutscher Jurist und Oberbürgermeister von Kattowitz.

## Leben
Als Sohn eines Oberinspektors besuchte er die Gymnasien in Greiz und Graudenz. Nachdem die Familie 1919 nach Halle (Saale) umgezogen war, setzte er dort seinen Schulbesuch fort. Schon früh wandte er sich den völkischen Organisationen zu und trat in Halle dem Deutschvölkischen Schutz- und Trutzbund (DSTB) und der Wehrorganisation der Bismarckjugend, bei der er 1923 die 1. Kompanie führte.
Schon 1922 bis 1923 gehörte er dem „Notbund“ als einer Ersatzorganisation der NSDAP an, weil diese Partei in Preußen bis dahin nicht zugelassen war. Trotzdem suchte er eine organisatorische Verbindung zur NSDAP und trat im Mai 1923 in München einer Ortsgruppe der NSDAP bei (Mitgliedsnummer 36.218). Als in Halle die Partei 1925 wieder zugelassen wurde, trat er der dortigen Ortsgruppe bei (Mitgliedsnummer 19.613).
An der Universität in Halle nahm er 1924 ein Studium der Rechtswissenschaften auf, das er noch um das Fach Volkswirtschaftslehre erweiterte. Während seines Studiums wurde er 1924 Mitglied der Burschenschaft Germania Halle. Er schloss 1928 die Studien ab, um sofort eine Ortsgruppe des Nationalsozialistischen Deutschen Studentenbundes (NSDStB) zu gründen. Auf der Ebene der Gauleitung übernahm er im September 1928 juristische Aufgaben.
Im Oktober 1928 erfolgte nach Ablegung der ersten juristischen Staatsprüfung die Ernennung zum Referendar. Danach durchlief er in Halle beim Amtsgericht, Landgericht und der Staatsanwaltschaft die üblichen Stationen, die ihn bis 1932 zum Oberlandesgericht Naumburg führten. Im Jahre 1930 hatte er seine Promotion mit dem Thema Das Grundrecht der Vereins- und Versammlungsfreiheit und die Polizei erlangt.
Auch im Gau führte er seine organisatorischen Aktivitäten zum Aufbau nationalsozialistischer Strukturen fort, indem er 1931 eine Gruppe des Bundes Nationalsozialistischer Deutscher Juristen (BNSDJ) gründete und Gauführer des Nationalsozialistischen Rechtswahrerbundes (NSRB) wurde.
Im Jahre 1932 entschloss er sich, ganz in den Dienst der NSDAP zu treten und sich im Staatsdienst beurlauben zu lassen. Bis zum Jahresende 1932 arbeitete er für die NSDAP, um dann 1933 nach der 2. Staatsprüfung bei der Provinzverwaltung in Merseburg die Bestimmungen des Gesetzes zur Wiederherstellung des Berufsbeamtentums umzusetzen. Von April bis zum 10. Juli 1933 war er stellvertretendes Mitglied im Preußischen Staatsrat.
Nach der Ernennung zum Ersten Landesrat und der Bestätigung im Jahre 1934 erwies ihm die NSDAP ihre Anerkennung durch Verleihung des Goldenen Ehrenzeichens der NSDAP und auch der Hitlerjugend. Nachdem er 1936 der NS-Studentenkampfhilfe beitrat, wurde er 1939 als Mitglied in der Akademie für Deutsches Recht aufgenommen.
In der Wehrmacht leistete er 1940 für nur drei Monate seinen Dienst, um dann im gleichen Jahr bis 1945 zum Oberbürgermeister von Kattowitz ernannt zu werden. Weiterhin führte er für den Gau Oberschlesien die Amtsleitung. Es folgte die Beförderung zum SA-Oberführer. Bei der Annäherung der russischen Truppen floh er nach Merseburg und führte dort die Geschäfte des Oberbürgermeisters.
Es folgte eine Amtszeit als Landrat in Herzberg (Elster) im Landkreis Schweinitz, die durch eine Festnahme durch US-Truppen beendet wurde. Im Februar 1948 nahm er eine Tätigkeit bei einem Rechtsanwaltsbüro in Bielefeld auf. Nach Hannover zog er im Jahre 1950, um dort als Berater der „Wirtschafts- und Sozialpolitischen Vereinigung e. V.“ mit Sitz in Bonn tätig zu werden.
Danach übernahm er den Posten des stellvertretenden Vorsitzenden der „Gesellschaft zur Förderung der niedersächsischen Wirtschaft“. Politisch fand er eine neue Heimat bei der FDP. Dort wurde er in den Landesvorstand gewählt. Als er 1951 verstarb, versicherte ihm die Partei, dass er sich „selbstlos und aufopferungsvoll“ für das deutsche Vaterland eingesetzt habe. Sein Tod sei für die Partei „Verpflichtung und Mahnung“.

## Schriften
- Das Grundrecht der Vereins- und Versammlungsfreiheit und die Polizei, Halle (Saale) 1930.